# Komplementärt DNA
Komplementärt DNA, (Svenska biotermgruppen) eller cDNA står för complementary DNA, vilket är komplementerande DNA-sekvens och bildas när enzymet omvänt transkriptas transkriberar RNA-sekvens till DNA. Omvänt transkriptas är DNA-polymerasenzym som härstammar från retrovirus. Efter att ha infekterat en cell kommer dessa virus att inkorporera RNA-sekvensen till värdcellens DNA genom enzymet omvänt transkriptas, som transkriberar RNA-sekvensen till DNA-sekvens. Denna DNA-sekvens kan sedan ligeras in i värdcellens genom. Eftersom intronerna i ursprungs-DNA:t har splitsats bort ur RNA:t saknar även cDNA introner.
Enzymet omvänt transkriptas kan köpas kommersiellt och utnyttjats idag inom biomolekylär forskning för att omvandla RNA till DNA. Detta är viktigt när man ska studera RNA-transkript. DNA är mycket stabilare än RNA och lämpar sig därför bättre för de flesta analysmetoder. Särskilt som första steg inför en PCR-analys är omvänt transkriptas vanligt.